# The Last Trail
The Last Trail is een Amerikaanse western uit 1927. Het is een verfilming van de gelijknamige roman uit 1909 van Zane Grey. De stomme film is bewaard gebleven en ligt in het Koninklijk Belgisch Filmarchief in België, het Museum of Modern Art en het George Eastman House in de Verenigde Staten. De films The Golden West uit 1932 en The Last Trail uit 1933 zijn eveneens gebaseerd op deze roman van Grey.

## Verhaal
Tom Dane (Tom Mix) heeft eens Joe Pascal (Lee Shumway) en zijn vrouw gered van een aanval door Indianen. Pascal wordt later sheriff en heeft uit dankbaarheid zijn zoon vernoemd naar Dane. Als hij te maken krijgt met een roversbende die postkoetsen overvalt, roept hij de hulp in van Dane. Dane helpt, maar Pascal overlijdt. Zijn zoontje (Jerry Madden) vertrouwt hij toe aan Dane.
Voor de stedelingen is Dane een vreemdeling, van wie ze verdenken dat hij de gemaskerde bandiet The Night Hawk is. Hij probeert tegenover hen zijn onschuld te bewijzen. Ook moet hij de rovers van zich af zien te houden, en verijdelt hij zelfs een moordaanslag.

## Rolverdeling
| Acteur              | Personage             |
| ------------------- | --------------------- |
| Tom Mix             | Tom Dane              |
| Carmelita Geraghty  | Nita Carrol           |
| William B. Davidson | Kurt Morley           |
| Jerry Madden        | Tommy Pascal          |
| Frank Hagney        | Handlanger Cal Barker |
| Lee Shumway         | Sheriff Joe Pascal    |
| Robert Brower       | Sam Beasley           |
| Oliver Eckhardt     | Jasper Carrol         |
| Frank Beal          | Bert Summers          |
| Tony het paard      | Tony                  |